# Dolina Pośrednia Krzemienna
Dolina Pośrednia Krzemienna (słow. Prostredná Kremenná dolina) – dolinka w masywie Osobitej w słowackich Tatrach Zachodnich. Opada spod przełęczy nad Krzemienną w północno-zachodnim kierunku i po zachodniej stronie przełęczy Borek, na wysokości około 920 m uchodzi do Doliny Błotnej. W miejscu ujścia doliny znajduje się polana. Orograficznie lewe zbocze Doliny Pośredniej Krzemiennej tworzy grzbiet Krzemiennej opadający w północno-zachodnim, niżej zakręcający w północnym kierunku, zbocza prawe północny grzbiet odgałęziający się od grani Rzędowy Zwornik – Krzemienna, powyżej przełęczy nad Krzemienną.
Dolina Pośrednia Krzemienna jest środkową z trzech Dolin Krzemiennych. Po jej zachodniej stronie znajduje się Dolina Zadnia Krzemienna, po wschodniej Dolina Przednia Krzemienna. Jest całkowicie zalesiona. Jej dolną częścią prowadzi droga leśna.